# Klaudia Kulon
Klaudia Kulon est une joueuse d'échecs polonaise née le 13 mars 1992 à Koszalin, grand maître international féminin depuis 2014.
Au 1er avril 2019, elle est la sixième joueuse polonaise avec un classement Elo de 2 351 points.

## Biographie et carrière

### Championnats individuels
Klaudia Kulon a remporté le championnat du monde de la jeunesse dans les catégories des moins de 14 ans (en 2004) et des moins de 16 ans (en 2006). En 2014, elle fut championne du monde universitaire.
Kulon a remporté le championnat de Pologne féminin à deux reprises, en 2021 et 2025.

### Compétitions par équipe
Elle a participé deux fois :
- au championnat d'Europe d'échecs des nations (en 2013 et 2017), remportant la médaille de bronze individuelle au quatrième échiquier en 2017 ;
- au championnat du monde d'échecs par équipes (en 2015 et 2017), remportant la médaille d'argent individuelle au quatrième échiquier en 2017.

Elle représenta la Pologne lors des olympiades féminines de 2014, 2016 et 2018. Lors de l'Olympiade d'échecs de 2016, elle remporta :
- la médaille d'argent par équipe ;
- la médaille de bronze individuelle au quatrième échiquier avec 9 points sur 11 et une performance Elo de 2 506 points[6],[7].